# Recuerdo
| Recensione | Giudizio |
| ---------- | -------- |
| AllMusic   |          |

Recuerdo è un album attribuito a Chuck Mangione Quintet, pubblicato dall'etichetta discografica Jazzland Records nel febbraio del 1963.

## Tracce

### LP
Lato A
1. Recuerdo – 5:31 (musica: Chuck Mangione)
2. Big Foot – 4:22 (musica: Charlie Parker)
3. I Had the Craziest Dream – 6:19 (testo: Mack Gordon – musica: Harry Warren)
4. Solar – 4:15 (musica: Miles Davis)

Lato B
1. Blues for Saandar – 4:36 (musica: Chuck Mangione)
2. If Ever I Would Leave You – 6:54 (testo: Alan Jay Lerner – musica: Frederick Loewe)
3. The Little Prince – 7:09 (musica: Chuck Mangione)

### CD
Edizione CD del 1990, pubblicato dalla Jazzland Records (OJCCD-495-2)
1. Recuerdo – 5:31 (musica: Chuck Mangione)
2. Big Foot – 4:22 (musica: Charlie Parker)
3. I Had the Craziest Dream – 6:19 (testo: Mack Gordon – musica: Harry Warren)
4. Solar – 4:15 (musica: Miles Davis)
5. Solar (alternate take) – 4:18 (musica: Miles Davis) – Traccia bonus
6. Blues for Saandar – 4:36 (musica: Chuck Mangione)
7. If Ever I Would Leave You – 6:54 (testo: Alan Jay Lerner – musica: Frederick Loewe)
8. The Little Prince – 7:09 (musica: Chuck Mangione)
9. The Little Prince (alternate take) – 5:41 (musica: Chuck Mangione) – Traccia bonus

## Formazione
- Chuck Mangione – tromba
- Joe Romano – sassofono tenore, flauto (brano: Recuerdo), sassofono alto (brano: The Little Prince)
- Wynton Kelly – piano
- Sam Jones – contrabbasso
- Lou Hayes – batteria

Note aggiuntive
- Orrin Keepnews – produttore
- Registrazioni effettuate il 31 luglio 1962 al Plaza Sound Studios, New York City, New York
- Ray Fowler – ingegnere delle registrazioni
- Ken Deardoff – design copertina album originale
- Joe Alper – foto retrocopertina album originale
- Gene Lees – note retrocopertina album originale[3][4]